# Budai (budism)

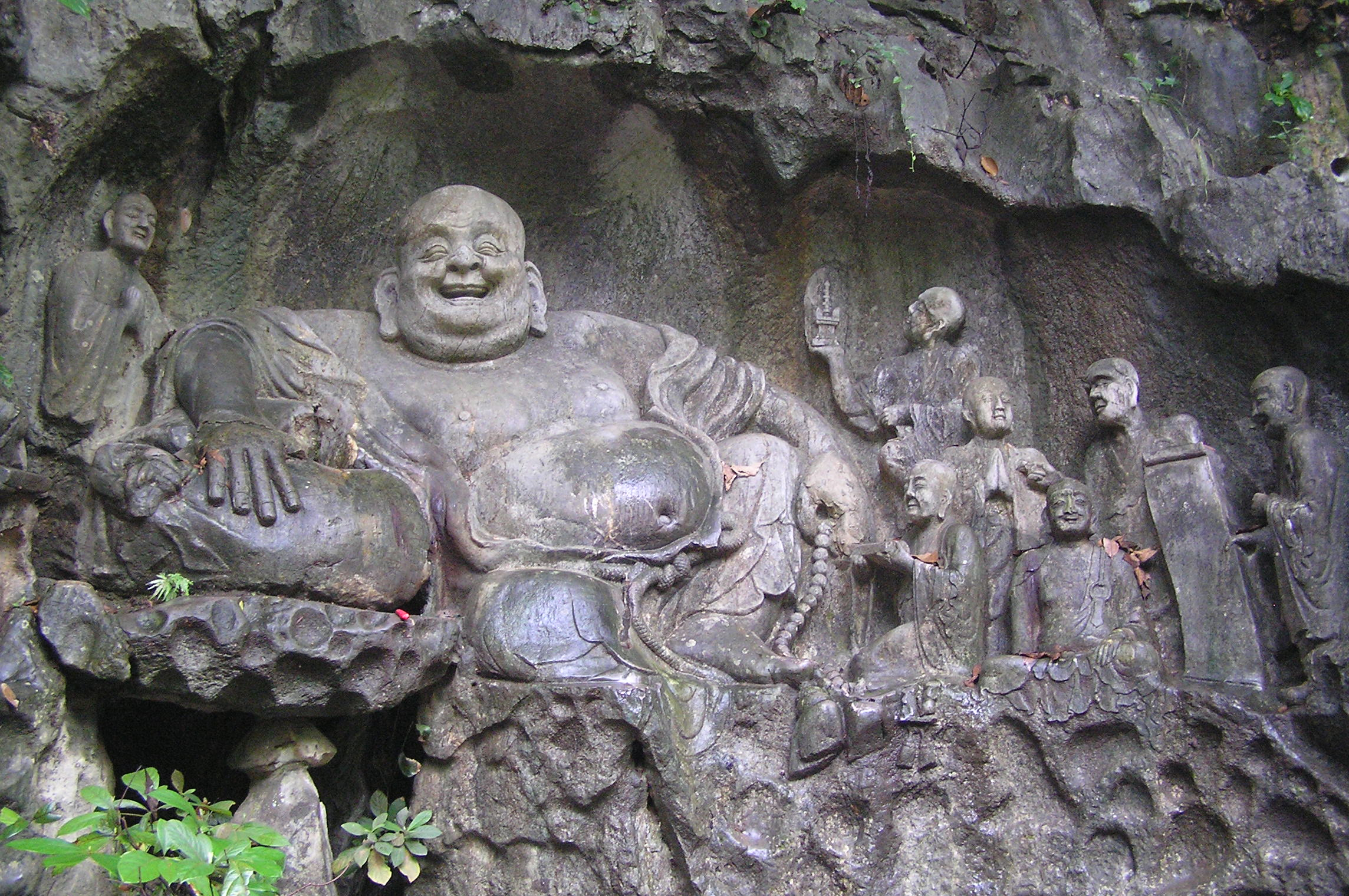
Budai și discipolii săi, grotele Feilai Feng, China.

Budai este un bodhisattva al budismului Mahayana . Numele lui înseamnă haină-soc. El este una din formele sau manifestările divinității budiste Maitreya. Mai este cunoscut și sub numele de Xia Fo (Buddha cel vesel). 
Se spune că ar fi fost un călugăr budist chinez care a trăit în timpul dinastiei Hou Liang (907-923 d.Hr). Iconografic este un bărbat zâmbitor, bine nutrit, chiar obez. Înfățișarea lui sugerează numai bine, fericire și prosperitate. Imagini a lui Budai sunt văzute aproape în toate templele și restaurantele din China. În afară de credincioși budiști, pe Budai l-au adoptat și taoiștii. De asemenea a fost adoptat și de șintoiștii din Japonia, care îl numesc Hotei.